# جين كينغ
جين كينغ (بالإنجليزية: Jane King)‏ هي صحفية أمريكية، ولدت في 26 يناير 1968.